# Szatan z siódmej klasy (film 1960)
Szatan z siódmej klasy – polski film fabularny z 1960 r. na podstawie powieści dla młodzieży Kornela Makuszyńskiego. Głównym bohaterem jest Adam Cisowski, logicznie myślący chłopiec z żyłką detektywistyczną. Powieść opowiada o tajemnicy z czasów wojen napoleońskich – zagadce, którą Adaś, wraz z rodziną Gąsowskich będzie musiał rozwiązać. W odróżnieniu od pierwowzoru książkowego akcję przeniesiono z okresu międzywojennego w czasy po II wojnie światowej.
Film był ekranowym debiutem Poli Raksy. Plenery: Płock, Łąck, pałac w Łącku.
W 1960 r. Szatan z siódmej klasy, jako drugi polski film w historii, został zgłoszony do rywalizacji o Oscara.

## Obsada
- Józef Skwark – Adam Cisowski
- Stanisław Milski – profesor Karol Gąsowski
- Pola Raksa – Wanda Gąsowska, bratanica profesora Gąsowskiego
- Krystyna Karkowska – Ewa Gąsowska, matka Wandy
- Kazimierz Wichniarz – Iwo Gąsowski, brat profesora Gąsowskiego
- Mieczysław Czechowicz – bandyta „malarz” Werycho
- Czesław Lasota – bandyta „Chudy”
- Janusz Kłosiński – Żegota
- Ryszard Barycz – Camil de Berier
- Ryszard Ronczewski – Francuz
- Andrzej Jurczak – harcerz
- Jan Paweł Kruk – harcerz
- Maciej Damięcki – harcerz Kazik
- Małgorzata Piekarska – Basia, siostra Adama Cisowskiego
- Janina Martini – matka Adama Cisowskiego
- Zdzisław Lubelski – chłop „Garbus”, wspólnik bandytów
- Ludwik Halicz – Hajduczek
- Aleksander Fogiel – ksiądz
- Stanisław Bieliński – bibliotekarz Rozbicki
- Krzysztof Krawczyk – harcerz
- Danuta Mniewska-Dejmek – nauczycielka na półkoloniach (nie występuje w napisach)[2]